# Günther Blumentritt
Günther Blumentritt (Múnich, Baviera; 10 de febrero de 1897 - Ibidem; 12 de octubre de 1967) fue un general alemán de la Segunda Guerra Mundial. Participó en la planificación en 1939 de la invasión alemana de Polonia. Prestó servicios durante la guerra, en su mayoría en el frente, y después de la guerra fue llamado como testigo en el Juicio de Núremberg, aunque él nunca testificó. 

## Biografía
Nacido en Múnich, Blumentritt sirvió en el ejército alemán en la Primera Guerra Mundial en el Frente Oriental en Prusia. Más tarde, durante el período de entreguerras ocupó el cargo en virtud de Wilhelm Ritter von Leeb, junto con su amigo Erich von Manstein. 
En 1939, Blumentritt era coronel y Jefe de Operaciones del general Gerd von Rundstedt en el Grupo de Ejército Sur en Silesia, mientras que von Manstein era jefe de Estado Mayor de Rundstedt. Juntos, Blumentritt y Von Manstein desarrollaron el plan operativo para la invasión alemana de Polonia, designado Fall Weiss (Caso Blanco). 
En 1940, Blumentritt tomó parte en la invasión de Francia. Al año siguiente, fue nombrado Jefe del Estado Mayor del Cuarto Ejército, al mando del general Günther von Kluge y ascendido a General. 
En 1941, Blumentritt, a pesar de su oposición al plan, participó en la invasión alemana de la Unión Soviética. Regresó a Alemania en 1942 como jefe del Departamento de Operaciones de OKH. A finales de año recomendó la retirada de Stalingrado, pero su recomendación fue rechazada. 
Durante la invasión aliada de Normandía en 1944, Blumentritt era de nuevo jefe de Estado Mayor de Von Rundstedt, comandante general de las fuerzas alemanas en el oeste. Posteriormente, fue implicado en julio de 1944 de conspiración para matar a Adolf Hitler, Blumentritt fue destituido de su cargo, pero sobrevivió a la purga porque Hitler no creía que él fuera culpable, y de hecho le concedió la Cruz de Caballero por sus servicios. Poco después regresó a la acción como un comandante en el XII Cuerpo SS. 
Después del final de la Operación Blackcock Blumentritt fue nombrado comandante del Vigesimoquinto Ejército. En marzo de 1945 asumió brevemente el mando de la 1 ª Compañía de paracaidistas del ejército y luego mandó "Grupo de Ejército Blumentritt", un comité ad hoc, formado por unidades agotadas, puesto que ocupó hasta el final de la guerra. 
Blumentritt fue capturado por los británicos el 1 de junio de 1945 en Schleswig-Holstein. Fue ingresado en un campamento de prisioneros de guerra británicos el 1 de diciembre de 1945 y luego fue trasladado a un campamento de prisioneros de guerra en los EE. UU., donde permaneció de 6 de noviembre de 1945 hasta el 1 de enero de 1948. 
Murió el 12 de octubre de 1967 en Múnich.

## Cultura popular
En 1962 fue interpretado en la película El día más largo por el actor alemán naturalizado austríaco Curd Jürgens.